# Universiada Hall
La Universiada Hall (in bulgaro Зала "Универсиада"?), è un'arena polivalente, la prima costruita in Bulgaria, situata nella città di Sofia.
L'Arena venne aperta nel 1961 in occasioni dei giochi della II Universiade estiva. Al suo interno si svolgono anche manifestazioni culturali, eventi e concerti.